# Ubertino de Casale
Ubertino de Casale (1259 – c. 1329) foi um religioso franciscano italiano, nascido em Casale Monferrato em 1259, e morto em 1330. 

## Vida
Em 1273, ingressou na ordem franciscana em um convento em Gênova.
Em 1285, visitou João de Parma que era um líder dos franciscanos espirituais, que, na época, vivia em eremitério em Greccio. Nessa visita, provavelmente João lhe falou sobre suas esperanças de renovação eclesial, que extraiu das doutrinas de Joaquim de Fiore.
Fez seus estudos teológicos no Convento de Santa Cruz, em Florença, onde foi aluno de Pietro di Giovanni Olivi.
Depois de ocupar diversos cargos, abandonou o seu posto para se dedicar à predicação na região da Toscana, onde tornou-se referência dos franciscanos espirituais, que era uma das duas correntes em que a Ordem se dividiu, que era oposta à corrente dos frades menos severos em matéria de obediências ao voto de pobreza). Ela conheceu Santa Ângela de Foligno e os círculos de homens e mulheres que a inspiraram.
Precisamente por causa de sua defesa das doutrinas joaquimitas, foi convocado pelo Papa Bento XI (1303 - 1304), que também não aprovava as críticas feitas por Ubertino a seus antecessores.
Bento XI ordenou que Ubertino se confinasse para o Santuário do Monte Alverne, na Província de Arezzo e o proibiu de pregar.
Em 1305, embora confinado e reduzido ao silêncio, Ubertino escreveu sua obra principal, "Arbor vitae crucifixae Jesu Christi" ("A árvore da vida crucificada de Jesus Cristo"), na qual ele apresentou uma leitura apocalíptica da história da Igreja inspirada nas visões de Joaquim e na espiritualidade de Olivi.
Deu voz à expectativa, difundida em seu tempo entre os espirituais, de uma era de paz em que a Igreja seria liderada pelo "papa angelical", um pastor pobre e humilde que restauraria essa autoridade ao ministério papal que, devido à má conduta dos papas da época estava reduzida. O trabalho não foi bem recebido e Ubertino foi excomungado.
Paradoxalmente, Ubertino também fora um inquisidor e, nesse cargo, em 1307, condenou o irmão Bentivenga de Gubbio, líder da corrente italiana dos Irmãos do Livre Espírito,  por heresia.
Entre 1309 e 1310, por proposta do médico e teólogo catalão Arnaldo de Villanova, Ubertino foi convocado a Avignon pelo Papa Clemente V (1305 - 1314), na tentativa de alcançar uma reconciliação entre as duas facções franciscanas, a minoria dos espirituais e os maioria dos conventuais. No contexto desta reunião, Ubertino reiterou veementemente sua posição sobre o dever de pobreza absoluta dos franciscanos; por essa opinião, julgada como uma nova afronta ao papa, ele foi confiado à custódia do Cardeal Giacomo Colonna.
Em 1317, o Papa João XXII, ordenou que Ubertino se retirasse para um convento belga perto de Liège, onde, mais tarde, ele foi forçado a deixar a Ordem Franciscana para se tornar um beneditinos.
Em 1322, no contexto da disputa entre dominicanos e franciscanos sobre a pobreza de Jesus e dos apóstolos, João XXII novamente convocou Ubertino à Avignon para ilustrar seu ponto de vista sobre o assunto.
Ubertino disse que Jesus e os apóstolos eram muito pobres em termos de propriedade pessoal, mas fizeram uso gratuito do que era necessário para eles. Esse compromisso não foi apreciado pelo Capítulo Geral dos franciscanos convocado por Michele da Cesena. Esse Capítulo abandonou as posições moderadas anteriores e declarou a pobreza absoluta de Jesus e dos apóstolos.
Em 1323, o Papa João XXII reagiu duramente a esta declaração, excomungando aqueles que a apoiaram publicamente. Embora a última declaração de Ubertino tenha sido agradável à autoridade papal, em 1325 ele foi excomungado novamente por defender o pensamento de Olivi.
Nesse contexto, Ubertino fugiu de Avignon, juntando-se à corte do Imperador Luís IV do Sacro Império Romano-Germânico.
Em 1328, acompanhou o o Imperador Luís, numa viagem à Roma, integrando uma comitiva que também contava com Giovanni di Jandun, Michele da Cesena, Guilherme de Ockham e Marsílio de Pádua.
Depois disso, permaneceu na Itália, onde participou de círculos de espirituais dissidentes.
Em 1330, foi assassinado.

## Escritos
A sua obra literária e teológica mais importante é o "Arbor vitae" já citado, que foi impresa só uma vez em Venecia em 1485 e da qual se conhecem somente treze manuscritos.
Além disso, Ubertino escreveu outras obras de caráter polêmico:
- "Responsio" (resposta) às questões de Clemente V (1310);
- "Rotulus" (1311);
- "Declaratio" (declaração) contra a Ordem Franciscana (1311);
- Apologia de Olivi "Sanctitati Apostolicae";
- Tratado "Super tribus sceleribus" (sobre os três mais) sobre a pobreza, compilado também em 1311.

## Ubertino da Casale em obras de ficção
Dante Alighieri o menciona no Canto XII do Paraíso, nos Versículos 124-126, através das palavras de São Boaventura que, depois de louvar São Domingos de Gusmão, culpa Matteo d'Acquasparta (líder da maioria) e Ubertino por terem relaxado a ordem franciscana.
Umberto Eco incluiu a figura de Ubertino de Casale como um dos personagens da sua conhecida novela histórica O nome da rosa, publicada em 1980, onde é apresentado como um amido do protagonista Guilherme de Baskerville.
Também é mencionado no livro de John Sack titulado A conspiração de Assis, editado em 2005.